# Rila
Rila (en búlgaro: Рила) es una ciudad de Bulgaria en la provincia de Kyustendil.

## Geografía
Se encuentra a una altitud de 521 m s. n. m. y a una distancia de 100 km de la capital nacional, Sofía.

## Demografía
Según estimación de 2012 contaba con una población de 2 382 habitantes.
|         | 2004  | 2005  | 2006  | 2007  | 2008  | 2009  | 2010  |
| Mujeres | 1 569 | 1 557 | 1 547 | 1 534 | 1 506 | 1 477 | 1 442 |
| Varones | 1 521 | 1 509 | 1 474 | 1 465 | 1 448 | 1 409 | 1 365 |
| Total   | 3 090 | 3 066 | 3 021 | 2 999 | 2 954 | 2 886 | 2 807 |